# 单花岛羊茅属
单花岛羊茅（学名：Podophorus bromoides），是智利胡安-费尔南德斯群岛的鲁宾逊克鲁索岛特有的一种禾本科植物，它们也是单花岛羊茅属（学名：Podophorus）的单型种。
它们的模式标本在1854年十月采集于鲁宾逊克鲁索岛，并于1856年被德裔智利古生物学家、动物学家鲁道夫·阿曼多·腓立比发现并描述，其模式标本现保存于美国国立自然历史博物馆。
最后一次在野外发现并采集到它们是在十九世纪中期，现时相信它们已经灭绝。